# 尼古拉·叶若夫
尼古拉·伊万诺维奇·叶若夫（羅馬化：Nikolay Ivanovich Yezhov；1895年5月1日—1940年2月4日），苏联政治人物，秘密警察首脑，1935年至1939年担任苏联共产党中央监察委员会主席，1936年至1938年担任内务人民委员部人民委员（部长）。是斯大林大清洗计划的主要执行者、扩大者，后在政治运动中失势被处决。

## 生平
叶若夫早年并不出众，30多歲时，是苏联中央组织分配处一个小事务官，但此后5年，他的仕途如电梯般上升。使其在历史上留名的，是其担任秘密警察组织——内务人民委员部（克格勃前身）领导时参与大清洗运动的经历。
1925年，联共布十四大时与伊万·米哈伊洛维奇·莫斯克文相识，1926年在莫斯克文的帮助下进入苏共中央。
联共布十七大，叶若夫成为中央委员。两年后成为中央书记处书记、中央监察委员会主席，后受斯大林赏识进入内务部。
从1936年到1937年在大清洗运动中，叶若夫主持下内务部逮捕了150万人，并处决了其中的半数。
1938年1月9日，苏联共产党中央委员会作出《关于错误地解雇因反革命罪被捕者家属这一事实的决定》，接着，全会一致呼吁“不要无充分理由就告人，要把犯错误的人和破坏分子区分开”。大清洗的方式开始由全面清洗转为定点清除。4月，叶若夫兼任水运人民委员，内务部实际由贝利亚负责。11月，叶若夫给斯大林写了封很长的忏悔信，请求宽恕。半年后，叶若夫被逮捕并“招供”了自己的罪行：“德国间谍、托洛茨基阴谋集团成员，谋杀斯大林”。
1940年2月4日，叶若夫在莫斯科的一处内务部据点的地下室被处决，死刑由原下属瓦西里·米哈伊洛维奇·布洛欣执行。当时6岁的養女娜塔莉亚活了下来。
蘇聯解體後他的養女娜塔莉亚要求为叶若夫平反，但在1998年6月4日遭到俄羅斯聯邦最高法院軍事法庭駁回。

## 个人生活
尼古拉·叶若夫被捕后被控和菲利普·戈洛晓金等人有同性恋关系。

## 評價
叶若夫在秘密警察机构待的时间和影响和其后来者贝利亚相比并不算长，但在克格勃（当时为内务部）领导中，叶若夫常被史学界拿来和其前任雅戈达相比，他们有着异常相似的出身、性格、仕途轨迹、罪恶甚至戏剧性的命运。在苏联人的印象中，他们都是残暴的人物。因叶若夫身高不足160cm，有个绰号“血腥的侏儒”。

## 外部連結
- http://www.pravda.ru/world/2003/5/82/337/9866_ezhov.html（页面存档备份，存于）
- http://www.perpetrator2004.narod.ru/documents/Yezhov/Yezhov.htm（页面存档备份，存于）
- http://echo.msk.ru/programs/staliname/538136-echo/（页面存档备份，存于）
- http://stalinskiy-narkom.narod.ru（页面存档备份，存于）
- http://www.krotov.info/lib_sec/16_p/et/rov2008.htm#6（页面存档备份，存于）